# Irschenbach (Fluss)
Der Irschenbach ist ein etwa drei Kilometer langer Bach auf dem Gemeindegebiet von Haibach im niederbayerischen Landkreis Straubing-Bogen, der nach insgesamt etwa südlichem Lauf bei dessen Weiler Siegenfurt von rechts in die Menach mündet.

## Geographie

### Verlauf
Das Quellgebiet des Irschenbachs liegt auf der Südflanke des Gallners, etwa 600 Meter südlich von dessen niedrigstem Gipfel Blumerberg (682 m ü. NHN) im Bereich einiger kleiner Teiche am Flurrand auf wenig über 500 m ü. NHN. Nach 600 Meter südlichem Lauf erreicht der Bach das gleichnamige Dorf Irschenbach. Hier vereinigt er sich mit dem ebenfalls von links kommenden Gallnerbach, der ebenfalls vom Blumerberg heranfließt und ähnlich lange ist. Nach weiteren 1,3 Kilometern erst kurz südöstlich und dann wieder südlich nimmt er in Thanholz von rechts den Blumergraben auf, nur gut 300 Meter weiter südlich in Altvielreich dann von derselben Seite auch noch das Schneckenberger Wasser. Die Mündung von rechts in die Menach liegt etwa 200 Meter östlich von Siegenfurt, sie erreicht er nach weiteren 760 Metern Laufs in Richtung Südosten, etwa 2,9 km unterhalb seines Ursprungs.

### Einzugsgebiet
Es umfasst etwa 4,8 km². Die prominenteste Wasserscheide liegt im Norden, sie läuft vor dem Einzugsgebiet des Kinsach-Zuflusses Kandelbach von West nach Ost über die drei Gipfel Gallner Berg (710 m ü. NHN), Kühleite (704 m ü. NHN) und Blumerberg (682 m ü. NHN) des  Gallners. Auf dem Blumerberg knickt die Wasserscheide nach Süden ab und läuft erst sehr steil, dann langsamer fallend ungefähr südlich bis zur Mündung. Außerhalb grenzt hier unmittelbares Einzugsgebiet der aufwärtigen Menach an, auf dem folgenden Stück der Grenze von der Mündung etwa nordwestwärts bis auf den Schneckenberg (526 m ü. NHN) dann das der abwärtigen Menach. Jenseits der westlichen Scheide von dort bis zurück auf den Gipfel des Gallner Bergs läuft die Kinsach etwa parallel zum Irschenbach südwärts.
Auf den Höhenanteilen der Landschaft auf dem Gallner und seinem Südabhang, auf dem Schneckenberg und in breitem Riegel im Südosten vor dem Einfluss des Irschenbachs in die Menach-Aue dominiert der Wald. Dazwischen, in den mittleren Lagen, beherrscht die offene Flur das Landschaftsbild. Der größere Teil der entwässerten Fläche liegt – wie der gesamte Irschenbachlauf – auf dem Gemeindegebiet von Haibach, der kleinere im Nordwesten mit dessen Weiler Dammersdorf auf dem von Haselbach.